# Pero Mendes Azevedo
Pero Mendes Azevedo ou Pedro Mendes de Azevedo (1150 -?) foi um nobre, rico-homem e cavaleiro medieval do Reino de Portugal durante o reinado de D. Sancho I de Portugal. Foi o 8.º Senhor do Couto de Azevedo.

## Relações familiares
Foi filho de ; Mem Pais Bufinho ; Rufino; Senhor de Baiao e Azevedo, também denominado por ; Mendo Pais Rufino de Azevedo 
e de Sancha Pais de Curvo;Senhora de Toronho,Galica/Espanha ; ( Dona ;Sancha casou duas vezes, a segunda  com; Egas Afonso de Riba-Douro ;dando inicio a família; ALvarenga de Riba-Douro,PortugaL). ..Pero Mendes; Casou com ; D. Velasquita Rodrigues de Trastamara (1160 -?) filha de ; D. Rodrigo Fróias de Trastamara (1130 -?) e de ; D. Urraca Rodriguez de Castro (1140 -?). 
Seu irmão foi ; Hermigo Mendes de Baiao e Azevedo. 
Teve os filhos:
1. Mem Pires de Azevedo,
2. João Pires da Veiga (1180 -?) casou com  D. Teresa Martins da Ribeira ou Berredo (1195 -?) filha do governador de Lanhoso D. Martim Pais Ribeira (1170 -?) e de sua esposa D. Maria Pais de Berredo (ou de Valadares),
3. Soeiro Pires de Azevedo (c. 1180 -?) casou com Constança Afonso Gato (c. 1180 -?), filha de Afonso Pires Gato (1210 -?) e de Urraca Fernandes de Lumiares (1200 -?),
4. Maria Pires de Azevedo (1220 -?) casou com Rui Pais de Valadares (1210 -?), filho de Paio Soares de Valadares (c. 1160 -?),
5. Fernão Pires de Azevedo (1180 -?) casou com N. de Toledo,
6. Fernão Pires